# Die Abendstunde
Die Abendstunde (svensk titel: Aftonstunden) är ett tyskt drama i en akt med text av August von Kotzebue. Dramat översattes till svenska av J. L. Åbergsson och framfördes första gången i Sverige 8 juni 1818 och 9 februari 1819 på Arsenalsteatern, Stockholm.